# Heterotrigona erythrogastra
Heterotrigona erythrogastra är en biart som först beskrevs av Cameron 1902.  Heterotrigona erythrogastra ingår i släktet Heterotrigona, och familjen långtungebin. Inga underarter finns listade.

## Utseende
Arten har övervägande svart huvud och mellankropp samt en bakkropp där de tre främsta tergiterna (bakkroppssegmenten) är helt gulbruna. Resterande delen av bakkroppen varierar mellan också de gulbruna till brandgula, speciellt på sidorna, över brunaktiga till svarta.

## Ekologi
Släktet Heterotrigona tillhör de gaddlösa bina, ett tribus (Meliponini) av sociala bin som saknar fungerande gadd. De har dock kraftiga käkar, och kan bitas ordentligt. Boet skyddas aggressivt av arbetarna.

## Utbredning
Heterotrigona erythrogastra är en sydöstasiatisk art som förekommer i Malaysia (inklusive Sarawak och Sabah) samt Filippinerna.